# Secret in Their Eyes
Secret in Their Eyes is een Amerikaanse psychologische thriller uit 2015, geregisseerd door Billy Ray. Het is een remake van de Argentijnse film El secreto de sus ojos uit 2009 van Juan José Campanella, gebaseerd op de roman La pregunta de sus ojosvan Eduardo Sacheri.

## Verhaal
Kort na de aanslagen op 11 september 2001 worden Ray Kasten, een antiterrorisme-agent van de FBI, en Jess Cobb, een onderzoeker voor de officier van justitie, opgeroepen voor een buitenmissie, omdat een vrouwelijk lichaam werd gevonden in een afvalcontainer bij een bewaakte moskee. Ray, die met Jess ook privé een goede relatie heeft, ontdekt het lichaam en ziet dat het Carolyn is, de 20-jarige dochter van Jess. Carolyn werd verkracht en op brute wijze vermoord. Jess stort in als ze het lichaam van haar dochter ziet. Ray zweert de dader te vinden. Het FBI-team, dat niet verantwoordelijk is voor het onderzoek, draagt de zaak over aan moordzaken. Ray begint een eigen onderzoek naar de schuldige. Jess voelt de behoefte de stad te verlaten. Terwijl Ray haar helpt met verhuizen ontdekt hij foto's van een federale politiedienst. Daarop staat een jongeman die aandachtig kijkt naar Carolyn (ook op de foto). Geen van zijn collega's, die ook op de foto staan, lijkt de man te kennen. Wanneer Ray het terroristisme-dossier op de computer doorzoekt, kan hij de verdachte identificeren. Maar Ray wordt belemmerd in zijn onderzoek als de verdachte genaamd Marzin een informant blijkt te zijn, die samen met de autoriteiten de moskee bewaakt en ten koste van alles wordt beschermd. Ray gaat op advies van Claire in zijn vrije tijd een privéonderzoek beginnen voor bewijsmateriaal.

## Rolverdeling
| Acteur           | Personage                    |
| ---------------- | ---------------------------- |
| Chiwetel Ejiofor | Raymond "Ray" Kasten         |
| Nicole Kidman    | Claire Sloan                 |
| Julia Roberts    | Jessica "Jess" Cobb          |
| Dean Norris      | Bumpy Willis                 |
| Michael Kelly    | Reginald "Reg" Siefert       |
| Alfred Molina    | Martin Morales               |
| Joe Cole         | Anzor Marzin / Clay Beckwith |
| Zoe Graham       | Carolyn Cobb                 |